# Sabbatampel

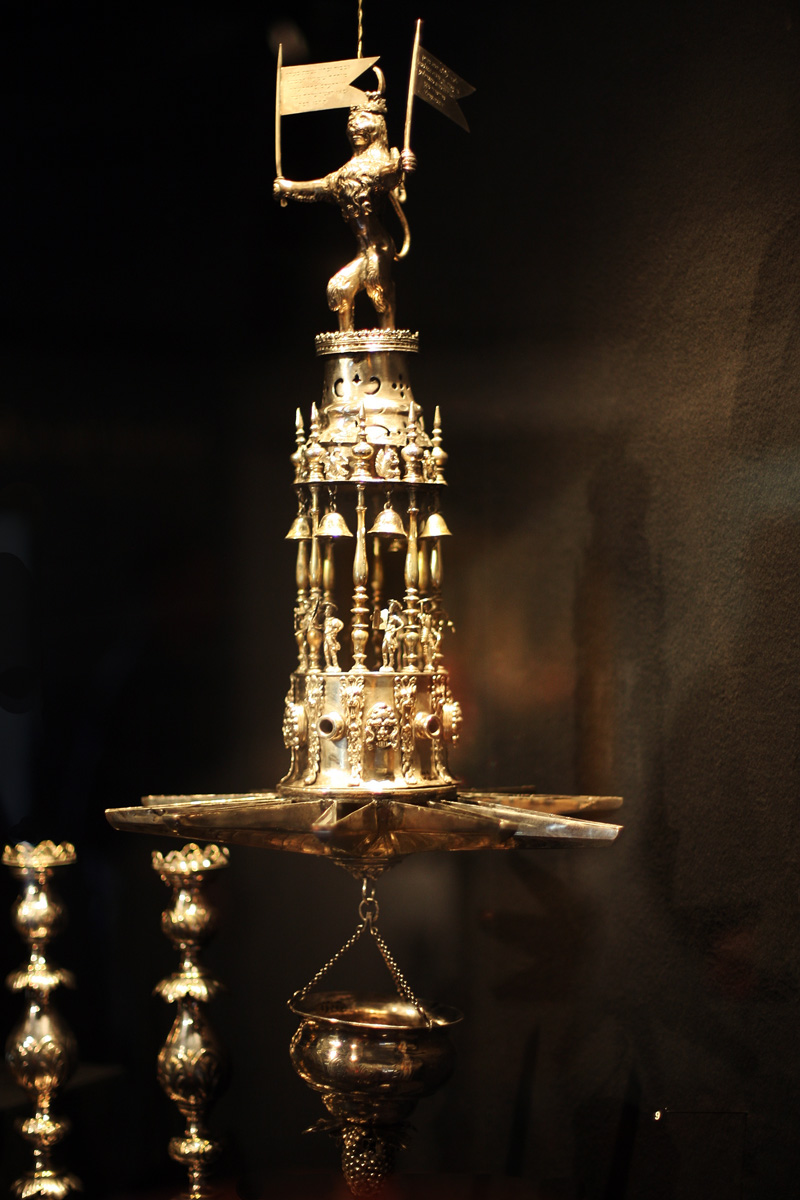
Silberne Sabbatlampe von Johann Valentin Schüler, Frankfurt/Main 1680-1720. (The Jewish Museum, New York)

Eine Sabbatampel oder Sabbatlampe, auch Judenstern genannt, ist eine von der Decke hängende, große Öllampe. Sie kann aus Bronze, Messing oder Silber bestehen und diente dazu, in einem jüdischen Haushalt die festliche Mahlzeit am Freitagabend zu erleuchten. Typisch ist der sternförmige Behälter für das Öl. (Darunter hängt bei einer komplett erhaltenen Lampe noch ein Auffangbehälter für herabtropfendes Öl.)  
Exemplare aus Messing, die aus dem 18. oder 19. Jahrhundert stammen, sind recht häufig in jüdischen Museen anzutreffen, daneben auch häufiger als moderne Reproduktionen.

## Sabbatampel in Erfurt
Die vielleicht älteste erhaltene Sabbatampel befindet sich im Erfurter Domschatz. Je eine Kopie der Lampe hängt im Dom nahe dem großen bronzenen Wolframleuchter und im Museum Alte Synagoge. Sie entstand um 1200 oder später in einer Erfurter Gießerei und zeigt auf ihrem 41 cm hohen Schaft vier Relief-Friese mit Szenen aus dem Leben des Königs David.

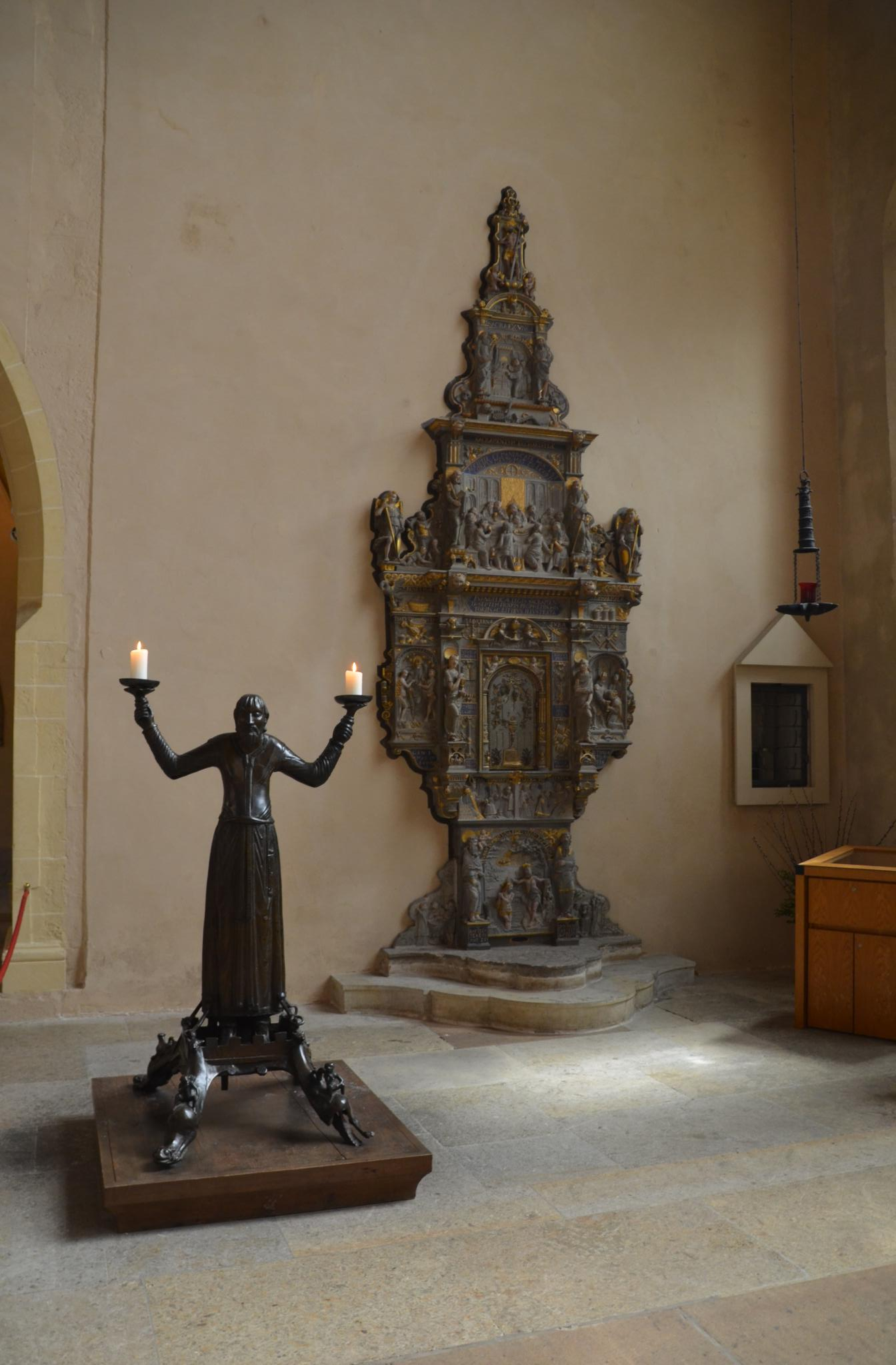
Im Erfurter Dom: links der Wolframleuchter, rechts die von der Decke hängende Bronzeampel.

Die Lampe stammt der Mehrheit der Fachleute zufolge aus einem jüdischen Kontext, einerseits wegen der David-Illustrationen, andererseits wegen der sternförmigen Ölschale (Durchmesser 35 cm) mit zwölf Schneuzen. Wie sie in den Dom gelangte, ist nicht bekannt; vermutet wird ein Zusammenhang mit den Pestpogromen. Für ihre kirchliche Verwendung als Ewiges Licht wurde die Sabbatampel christlich überarbeitet, indem der ursprünglich an der Ölschale befestigte Schaft abgesägt und durch Ketten wieder mit dem Unterteil verbunden wurde, so konnte der Glasbehälter für das ewige Licht auf dem Unterteil aufgestellt werden. 

## Sabbatampel in London
Die heute im Museum of London ausgestellte Ampel wird einem häuslichen jüdischen Kontext und der 2. Hälfte des 12. Jahrhunderts zugeordnet. Sie ist kleiner als die Erfurter Ampel, nämlich 31 cm hoch, und hat eine Ölschale in Form eines sechsstrahligen Sterns, und einen Durchmesser von 18 cm. 

## Sabbatampel in Bristol
Eine in der Peter Street, Bristol, gefundene Lampe aus einer Kupferlegierung mit drei Schneuzen (City of Bristol Museums and Art Gallery) wird als Sabbatampel betrachtet wegen formaler Ähnlichkeiten mit späteren jüdischen Sabbatlampen und mit einer Reihe von Lampen, die aus älteren Beschreibungen bekannt sind. Alle stammen sie aus Städten, in denen bis zur Ausweisung der Juden aus England eine jüdische Gemeinde bestand.

## Sabbatampel-Fragment in Köln

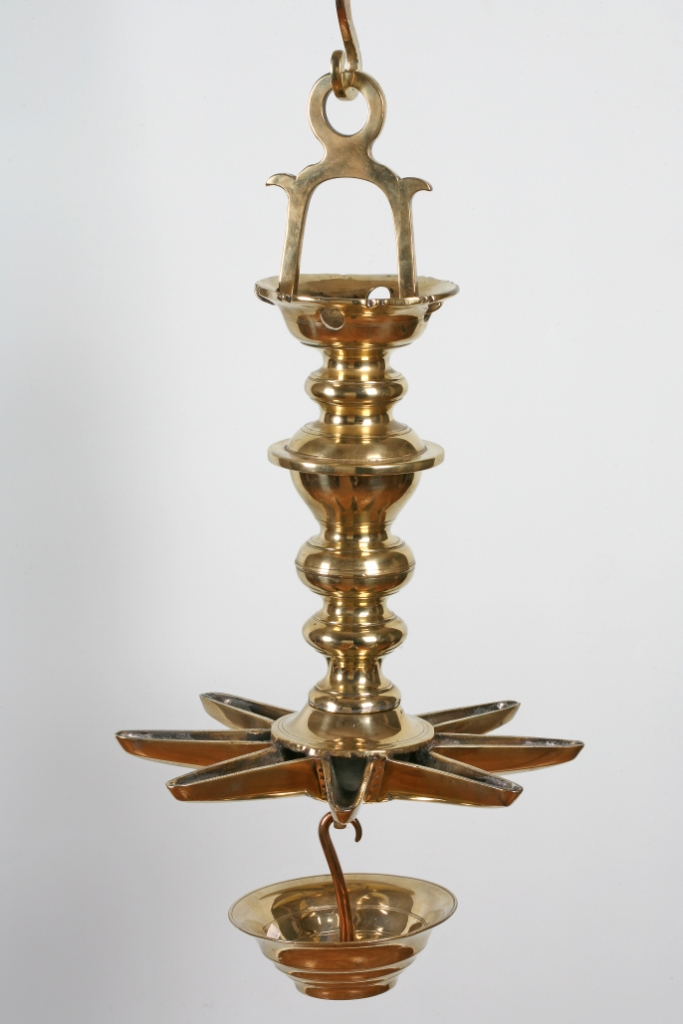
Sabbatlampe aus Lengnau

In der Ausstellung „...euch hindert hieran nymandt“ (2016-2017) in dem Museum Alte Synagoge Erfurt wurde das Fragment einer bronzenen Sabbatampel des 13. Jahrhunderts aus Köln ausgestellt. Die Lampe wurde wahrscheinlich während der Pestpogrome zerstört.

## Sabbatampel in Basel
Diese Lampe mit achtzackigem Stern kommt aus Lengnau im Aargau und wird zwischen 1780 und 1800 datiert. Es ist heute in der Sammlung des Jüdischen Museums der Schweiz in Basel und war Teil der Ausstellung „Das jüdische Winterthur.“